# Laura Esquivel

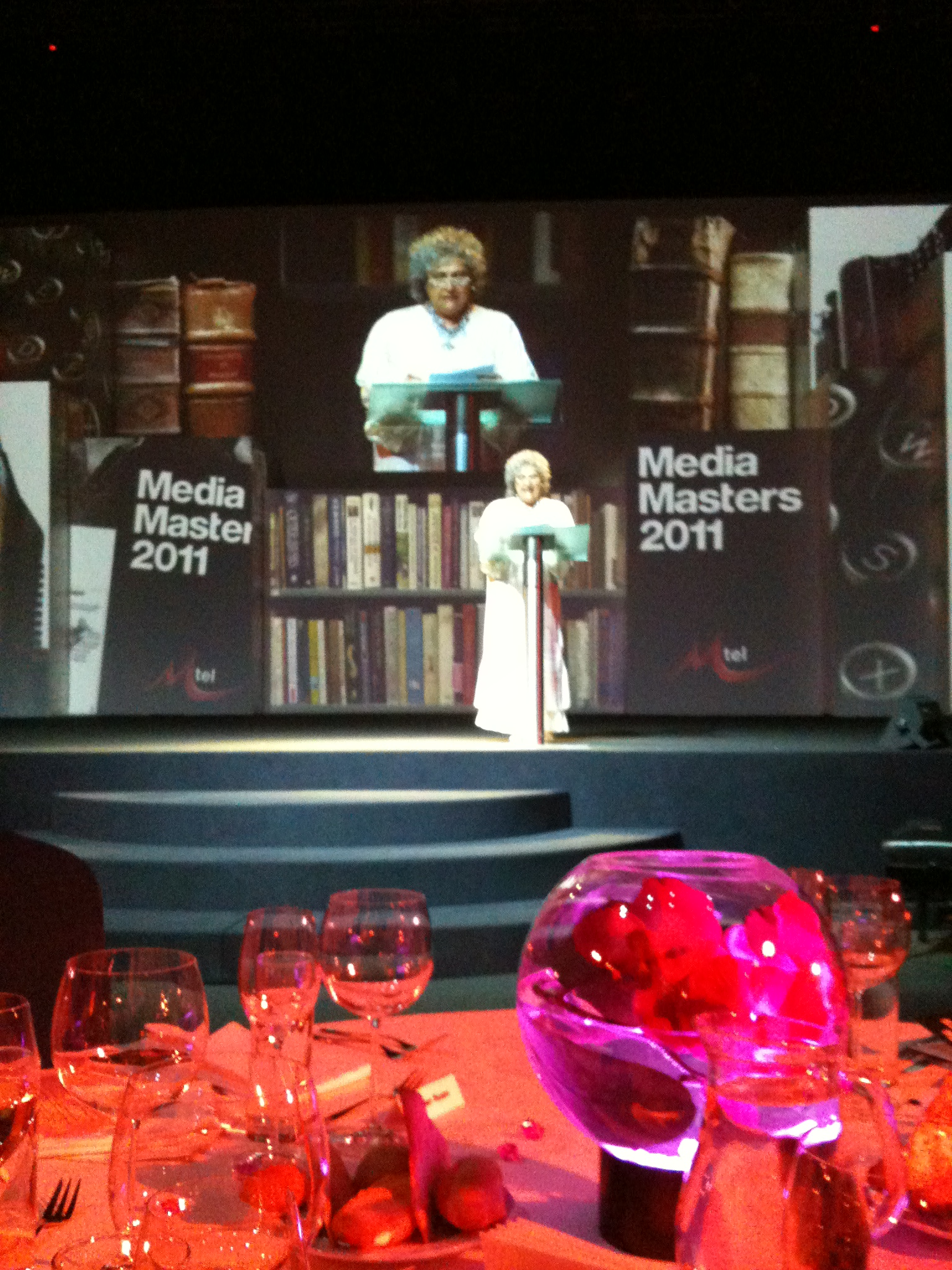
Laura Esquivel in 2011

Laura Esquivel Valdés (Mexico-Stad, 30 september 1950) is een Mexicaans schrijfster.
Esquivel was eerst lerares, werkte bij een kindertheater en schreef kinderprogramma's voor de Mexicaanse televisie.
Esquivel werd beroemd door haar roman Como agua para chocolate (Rode rozen en tortilla's), die in 33 talen vertaald is en in 1992 werd verfilmd door haar toenmalige echtgenoot Alfonso Arau. De meeste van Esquivels werken vallen onder het genre van het magisch realisme.